# Јенковце
Јенковце (слч. Jenkovce) насељено је мјесто са административним статусом сеоске општине (слч. obec) у округу Собранце, у Кошичком крају, Словачка Република.

## Становништво
| Година:    | 1994. | 2004.   | 2014.   | 2024.   |
| ---------- | ----- | ------- | ------- | ------- |
| Број људи: | 416   | 429     | 449     | 407     |
| Разлика:   |       | +3,12 % | +4,66 % | -9,35 % |

| Година:    | 2023. | 2024.   |
| ---------- | ----- | ------- |
| Број људи: | 410   | 407     |
| Разлика:   |       | -0,73 % |

Према подацима о броју становника из 2011. године насеље је имало 464 становника.